# The Man. The Music. The Show.
Tournées par Hugh Jackman
Broadway to Oz (2015)
The Man. The Music. The Show. est une tournée mondiale de l'acteur et chanteur australien Hugh Jackman, faisant la promotion de son album studio The Greatest Showman.

## Shows
| Date               | Ville          | Pays             | Lieu                               |
| Europe             | Europe         | Europe           | Europe                             |
| ------------------ | -------------- | ---------------- | ---------------------------------- |
| 7 mai 2019         | Glasgow        | Écosse           | The SSE Hydro                      |
| 8 mai 2019         | Glasgow        | Écosse           | The SSE Hydro                      |
| 9 mai 2019         | Glasgow        | Écosse           | The SSE Hydro                      |
| 12 mai 2019        | Anvers         | Belgique         | Palais des sports d'Anvers         |
| 13 mai 2019        | Hambourg       | Allemagne        | Barclaycard Arena                  |
| 14 mai 2019        | Berlin         | Allemagne        | Mercedes-Benz Arena                |
| 19 mai 2019        | Zurich         | Suisse           |                                    |
| 21 mai 2019        | Mannheim       | Allemagne        | SAP Arena                          |
| 22 mai 2019        | Paris          | France           | Bercy                              |
| 24 mai 2019        | Manchester     | Royaume-Uni      | Manchester Arena                   |
| 27 mai 2019        | Birmingham     | Royaume-Uni      | Barclaycard Arena                  |
| 30 mai 2019        | Dublin         | Irlande          | 3Arena                             |
| 31 mai 2019        | Dublin         | Irlande          | 3Arena                             |
| 2 juin 2019        | Londres        | Royaume-Uni      | O2 Arena                           |
| 3 juin 2019        | Londres        | Royaume-Uni      | O2 Arena                           |
| 4 juin 2019        | Londres        | Royaume-Uni      | O2 Arena                           |
| 5 juin 2019        | Londres        | Royaume-Uni      | O2 Arena                           |
| 6 juin 2019        | Londres        | Royaume-Uni      | O2 Arena                           |
| 7 juin 2019        | Londres        | Royaume-Uni      | O2 Arena                           |
| Amérique du Nord   |                |                  |                                    |
| 18 juin 2019       | Houston        | États-Unis       | Toyota Center                      |
| 19 juin 2019       | Dallas         | États-Unis       | American Airlines Center           |
| 21 juin 2019       | Chicago        | États-Unis       | United Center                      |
| 22 juin 2019       | St. Paul       | États-Unis       | Xcel Energy Center                 |
| 24 juin 2019       | Détroit        | États-Unis       | Little Caesars Arena               |
| 25 juin 2019       | Toronto        | Canada           | Scotiabank Arena                   |
| 27 juin 2019       | Boston         | États-Unis       | TD Garden                          |
| 28 juin 2019       | New York       | États-Unis       | Madison Square Garden              |
| 29 juin 2019       | New York       | États-Unis       | Madison Square Garden              |
| 30 juin 2019       | Philadelphie   | États-Unis       | Wells Fargo Center                 |
| 1er juillet 2019   | Washington     | États-Unis       | Capital One Arena                  |
| 3 juillet 2019     | Atlanta        | États-Unis       | State Farm Arena                   |
| 5 juillet 2019     | Tampa          | États-Unis       | Amalie Arena                       |
| 6 juillet 2019     | Sunrise        | États-Unis       | BB&T Center                        |
| 10 juillet 2019    | Denver         | États-Unis       | Pepsi Center                       |
| 11 juillet 2019    | Salt Lake City | États-Unis       | Vivint Smart Home Arena            |
| 13 juillet 2019    | Las Vegas      | États-Unis       | MGM Grand Garden Arena             |
| 14 juillet 2019    | Glendale       | États-Unis       | Gila River Arena                   |
| 16 juillet 2019    | San Diego      | États-Unis       | Valley View Casino Center          |
| 17 juillet 2019    | San José       | États-Unis       | SAP Center at San Jose             |
| 19 juillet 2019    | Los Angeles    | États-Unis       | Hollywood Bowl                     |
| 20 juillet 2019    | Los Angeles    | États-Unis       | Hollywood Bowl                     |
| Océanie            |                |                  |                                    |
| 2 août 2019        | Sydney         | Australie        | Qudos Bank Arena                   |
| 3 août 2019        | Sydney         | Australie        | Qudos Bank Arena                   |
| 4 août 2019        | Sydney         | Australie        | Qudos Bank Arena                   |
| 5 août 2019        | Sydney         | Australie        | Qudos Bank Arena                   |
| 7 août 2019        | Sydney         | Australie        | Qudos Bank Arena                   |
| 10 août 2019       | Adélaïde       | Australie        | Adelaide Entertainment Centre (en) |
| 11 août 2019       | Adélaïde       | Australie        | Adelaide Entertainment Centre (en) |
| 13 août 2019       | Adélaïde       | Australie        | Adelaide Entertainment Centre (en) |
| 16 août 2019       | Melbourne      | Australie        | Rod Laver Arena                    |
| 17 août 2019       | Melbourne      | Australie        |                                    |
| 18 août 2019       | Melbourne      | Australie        |                                    |
| 21 août 2019       | Perth          | Australie        | RAC Arena                          |
| 23 août 2019       | Perth          | Australie        |                                    |
| 24 août 2019       | Perth          | Australie        |                                    |
| 27 août 2019       | Melbourne      | Australie        | Rod Laver Arena                    |
| 31 août 2019       | Brisbane       | Australie        | Brisbane Entertainment Centre      |
| 1er septembre 2019 | Brisbane       | Australie        | Brisbane Entertainment Centre      |
| 3 septembre 2019   | Brisbane       | Australie        | Brisbane Entertainment Centre      |
| 6 septembre 2019   | Auckland       | Nouvelle-Zélande | Spark Arena (en)                   |
| 7 septembre 2019   | Auckland       | Nouvelle-Zélande | Spark Arena (en)                   |
| Amérique du Nord   |                |                  |                                    |
| 1er octobre 2019   | Boston         | États-Unis       | TD Garden                          |
| 2 octobre 2019     | Philadelphie   | États-Unis       | Wells Fargo Center                 |
| 5 octobre 2019     | Uniondale      | États-Unis       | Nassau Veterans Memorial Coliseum  |
| 6 octobre 2019     | Newark         | États-Unis       | Prudential Center                  |
| 9 octobre 2019     | Pittsburgh     | États-Unis       | PPG Paints Arena                   |
| 10 octobre 2019    | Columbus       | États-Unis       | Value City Arena                   |
| 11 octobre 2019    | Chicago        | États-Unis       | United Center                      |
| 12 octobre 2019    | Indianapolis   | États-Unis       | Bankers Life Fieldhouse            |
| 13 octobre 2019    | Kansas City    | États-Unis       | Sprint Center                      |
| 15 octobre 2019    | San Antonio    | États-Unis       | AT&T Center                        |
| 19 octobre 2019    | Mexico         | Mexique          | Arena Ciudad de México             |
| 20 octobre 2019    | Mexico         | Mexique          | Arena Ciudad de México             |
| Total              |                |                  |                                    |

Note : TBD signifie to be defined, soit « pas encore défini ».